# Google Малюнки
Google Drawings — це програмне забезпечення для створення діаграм, що входить до складу безкоштовного веб-пакета Google Docs Editors, який пропонує Google . Сервіс також включає Google Docs, Google Sheets, Google Slides, Google Forms, Google Sites і Google Keep . Google Drawings доступний як веб-додаток і як настільна програма на ОС Chrome від Google. Додаток дозволяє користувачам створювати та редагувати блок-схеми, організаційні діаграми, каркаси веб-сайтів, розумові карти, концептуальні карти та інші типи діаграм онлайн, співпрацюючи з іншими користувачами в режимі реального часу.
Він дозволяє імпортувати зображення з комп’ютера або з Інтернету, а також вставляти фігури, стрілки, каракулі та текст із попередньо визначених шаблонів. Об'єкти можна переміщати, змінювати розмір і повертати. Програмне забезпечення також дозволяє базове редагування зображень, включаючи кадрування, застосування масок і додавання рамок.  Інші функції включають точне розміщення креслень за допомогою напрямних вирівнювання, прив’язку до сітки та автоматичний розподіл. На відміну від багатьох інших програм із пакета редакторів Google Docs Editors, Google Drawings не має окремого домашнього середовища, оскільки відвідування URL-адреси Google Drawings створює новий документ.
Малюнки можна вставляти в інші документи Google, електронні таблиці чи презентації . Їх також можна опублікувати в Інтернеті як зображення або завантажити в стандартних форматах, таких як JPEG, SVG, PNG або PDF.    

## Історія
Google Drawings спочатку було представлено 12 квітня 2010 року як Google Docs Drawings. 
1 серпня 2011 року Google оголосив, що користувачі зможуть копіювати та вставляти графічні елементи між різними малюнками Google. 
7 січня 2019 року Google додав вбудовування файлів Google Малюнків у Google Документи. 